# Машина времени

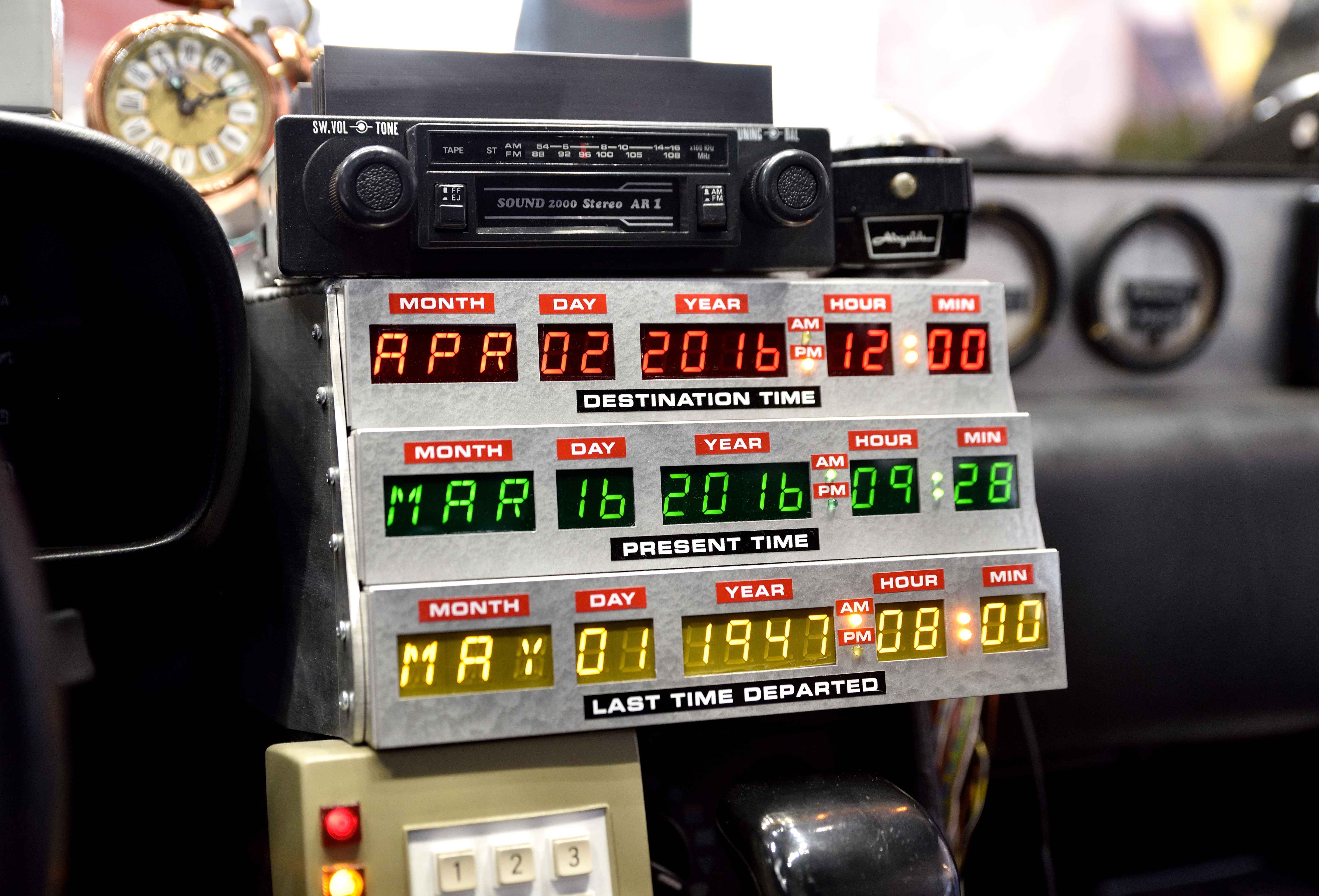
Пульт управления машиной времени в фильме «Назад в будущее»

Маши́на вре́мени — гипотетическое устройство для путешествий во времени вопреки его естественному ходу. Машина времени является одним из наиболее популярных устройств, описываемых в научной фантастике.
Машиной времени в физике часто называют пространство-время с замкнутыми непространственноподобными кривыми (то есть пространство-время, в котором наблюдатель в принципе может встретиться сам с собой).

## История
В одной из обработок «Легенды о Докторе Фаусте» упоминается некий «корабль времени», на котором тот бежит с Еленой Троянской от Мефистофеля. Однако корабль не был машиной и перемещался с помощью особых парусов, которые мог надуть лишь ветер времени.
В произведении русского писателя А. Ф. Вельтмана «Предки Калимероса» (1836) описывается переносящий главного героя в прошлое фантастический гиппогриф — иногда его рассматривают как «биологический» прообраз машины времени.
В 1887 году испанский писатель Энрике Гаспар и Римбау опубликовал в Барселоне новеллу «El anacronópete» (неологизм: «летящий навстречу времени»), в которой впервые появляется устройство для перемещения во времени. Позднее эта идея получила широкую известность с выходом в 1895 году романа Герберта Уэллса «Машина времени», которому предшествовал небольшой рассказ Уэллса «Аргонавты времени», изданный в 1888 году.
По-новому тему путешествий во времени в середине двадцатого столетия осмысливают Айзек Азимов в романе «Конец Вечности» и Пол Андерсон в «Патруле времени».

## Теория
В 1948 году Курт Гёдель нашёл решение для составленных Эйнштейном уравнений гравитационного поля, описывающих вращающуюся Вселенную. Путешествуя в пространстве такой Вселенной, космонавт может достичь своего прошлого. В такой Вселенной свет (и, соответственно, причинно-следственная связь между объектами) будет вовлечён во вращательное движение, что позволит материальным объектам описывать траектории, замкнутые не только в пространстве, но и во времени. Решение Геделя отложили в сторону как чисто математическое построение — в конце концов, нет свидетельств того, что вся наша Вселенная вращается. Тем не менее полученный Геделем результат показал, что теория относительности не исключает перемещения назад во времени.
Другая возможность путешествия в прошлое связана с созданием при помощи сильного поля тяготения в трёхмерном пространстве сложной топологии типа «П-образной» «дверной ручки» в двумерном пространстве. Если одна горловина такой «конструкции»(основание одной «ножки» условной буквы «П») будет вращаться вокруг другой(являющейся условным «центром» крепления/вращения), то, нырнув в неё, пройдя внутри по «ручке»(соединяющей обе горловины горизонтальной «перекладине») и вынырнув через другую горловину, можно оказаться в прошлом.

## Философская и научная критика
С философской точки зрения возможность создания машины времени означает, что всё, что было, есть и будет в мире, реально существует в каждый данный момент, материя не развивается, события подобны точкам пространства, до которых можно добраться с её помощью. Однако такой стиль мышления, по мнению некоторых философов, несовместим с наукой по состоянию на 1985 год.

## Эксперименты
Считается, что при нынешнем технологическом уровне человеческой цивилизации машину времени построить невозможно. Однако время от времени в печати появляются сообщения о секретных экспериментах по перемещению во времени, якобы проводимых военными. Наиболее известны два таких «эксперимента»:
- Филадельфийский эксперимент (проект «Радуга», Philadelphia Experiment). Якобы в 1943 году на базе ВМС США в Филадельфии изучали проблему невидимости военных кораблей для радаров под руководством Джона фон Неймана. В ходе этих исследований был создан «электромагнитный пузырь» — экран, который отводил излучение радаров мимо корабля. Однажды в ходе этих экспериментов «электромагнитным пузырём» был окружён эсминец «Элдридж», который вдруг исчез у всех на глазах, а потом возник на удалении в сотни миль в Норфолке (штат Виргиния), некоторые члены команды корабля якобы побывали в будущем. На самом деле, через много лет некоторые моряки отрицали факт проведения эксперимента и считают заявления о нём выдумкой и ложью[4].
- Проект Монток (проект «Феникс»). Исследования, которые якобы проводились с 1943 по 1983 год на военной базе США рядом с городом Монток (штат Нью-Йорк). В ходе этих экспериментов испытуемым облучали мозг высокочастотными радиоимпульсами, что приводило к возникновению у них различных галлюцинаций. Многие испытуемые сообщали, что они побывали в будущем. После того как несколько испытуемых сошли с ума, проект был закрыт[5].

## Машина времени в псевдонауке

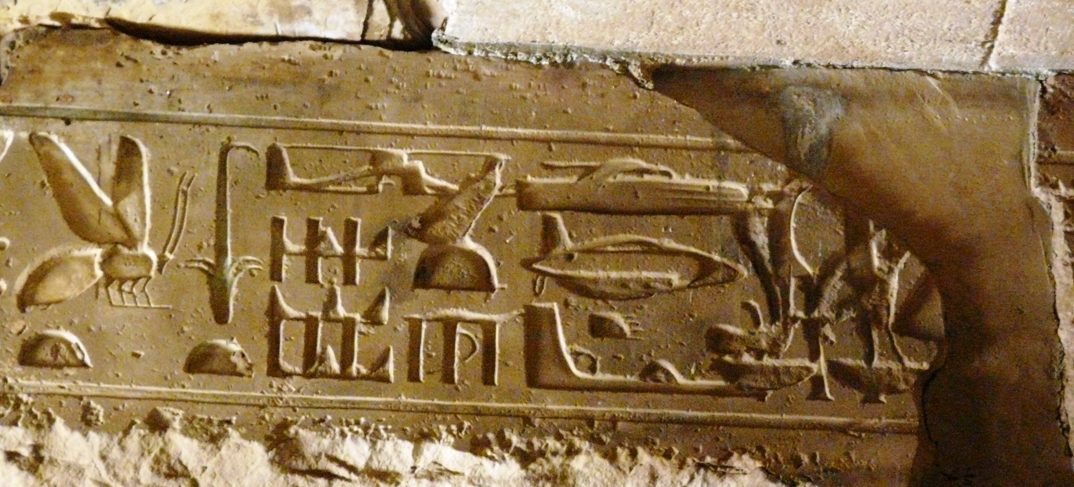
Абидосские иероглифы, ошибочно принимающиеся за изобретения современности — результат палимпсеста в связи с узурпацией надписи Рамсесом II

По мнению некоторых сторонников существования паранормальных явлений, сам человек является природной машиной времени и может совершать путешествия во времени. В рамках данных представлений составляются каталоги геологических и палеонтологических находок, в частности, отпечатков якобы человеческих ступней или обуви, а также металлические болты и гвозди в слоях пород возрастом несколько сотен миллионов лет. Например, экспедицией «Космопоиск» из Московского авиационного института (руководитель — В. А. Чернобров) на юге Калужской области был найден такой болт в булыжнике, возраст которого сторонники аномальных находок оценивают в 200 миллионов лет. Уфологи пытаются объяснить подобные артефакты прилётом инопланетян, креационисты разных религий — либо (как индуисты М. Кремо и Р. Л. Томпсон) глубокой древностью (сотни миллионов или даже миллиарды лет) человечества, либо (как некоторые протестанты или православные) малым (несколько тысяч лет) возрастом Земли. С точки зрения общепринятых в геологии и палеонтологии представлений, такие «аномальные» находки либо вообще не являются следами присутствия человека (отпечатки якобы человеческих ног являются разломами в породе, разные «болты» и «микросхемы» — окаменевшими частями древних существ), либо представляют собой включение артефактов (болты, гайки, молотки и т. д.) в современные конкреции.

## Научно-фантастическая литература и кинематограф

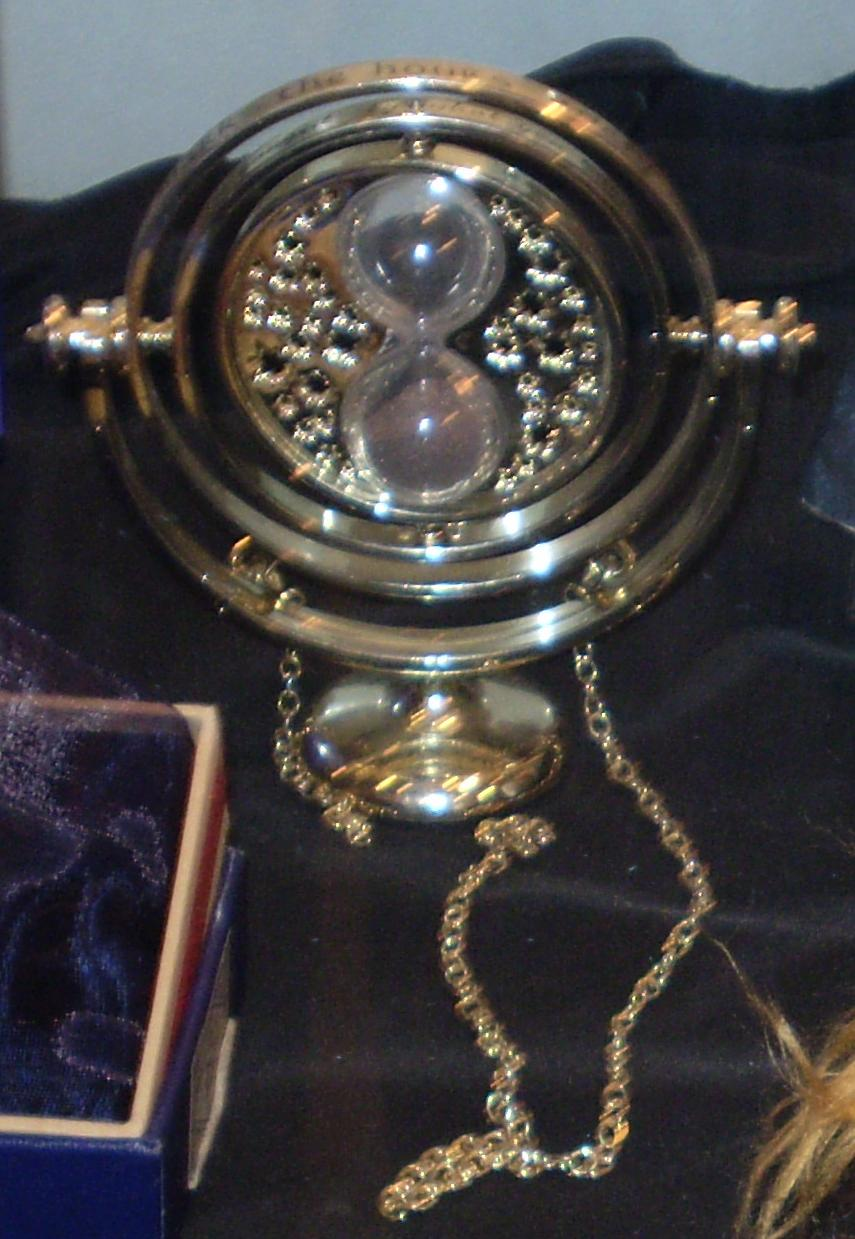
Копия маховика времени из серии фильмов о Гарри Поттере

Описание внешнего вида и принципа действия машины времени у писателей и создателей фантастических фильмов весьма разнообразно.
Общим во всех случаях является то, что герои должны набрать на пульте (устройстве ввода) дату того времени, в которое им нужно перенестись. В большинстве случаев само путешествие с точки зрения путешественника бывает не мгновенным, а как бы представляет собой постепенное перемещение вдоль оси времени с определённой скоростью.

«Неделя, месяц, год, десятилетие! 2055 год. 2019, 1999! 1957! Мимо! Машина ревела… Время было словно кинолента, пущенная обратным ходом. Солнца летели вспять, за ними мчались десятки тысяч лун».— Рэй Бредбери. «И грянул гром» (Пер. Лев Жданов)
В научно-фантастической литературе встречаются различные названия машины времени: хроноцикл, капсула в темпоральном поле, камера хронопортации, хроноскаф, хронокат, темпоральная спираль и т. п.

### Случайные перемещения
В диснеевском мультсериале «Утиные истории» в одной из серий «Утята в будущем» (Duck to the future) Скрудж МакДак переносится вперёд на 40 лет и затем с трудом возвращается домой с помощью некоего магического «песка времени», используемого извечным врагом Скруджа — злой волшебницей Магикой де Гипноз. В другой серии — «Home sweet Homer» («С возвращением, милый Гомер»; оригинальное английское название серии — аллюзия на выражение «Home sweet home»: «Дом, милый дом») — Скрудж и его три племянника попадают в Древнюю Грецию, точнее — 1100 год до н. э., оказавшись в эпицентре некоего смерча или «урагана времени», вызванного с помощью волшебного медальона злой колдуньей Цирцеей, которая хотела таким образом избавиться от ненавистного ей Гомера.
В книге Дианы Гэблдон «Чужестранка» (1991) главная героиня медсестра Клэр Рэндалл теряет сознание у шотландских менгиров и оказывается в XVIII веке.

### Изобретения
Внешний вид

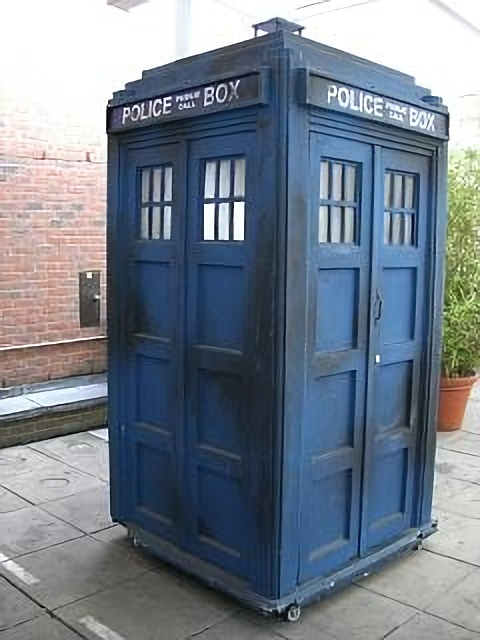
Машина времени из сериала «Доктор Кто» в виде полицейской будки ТАРДИС

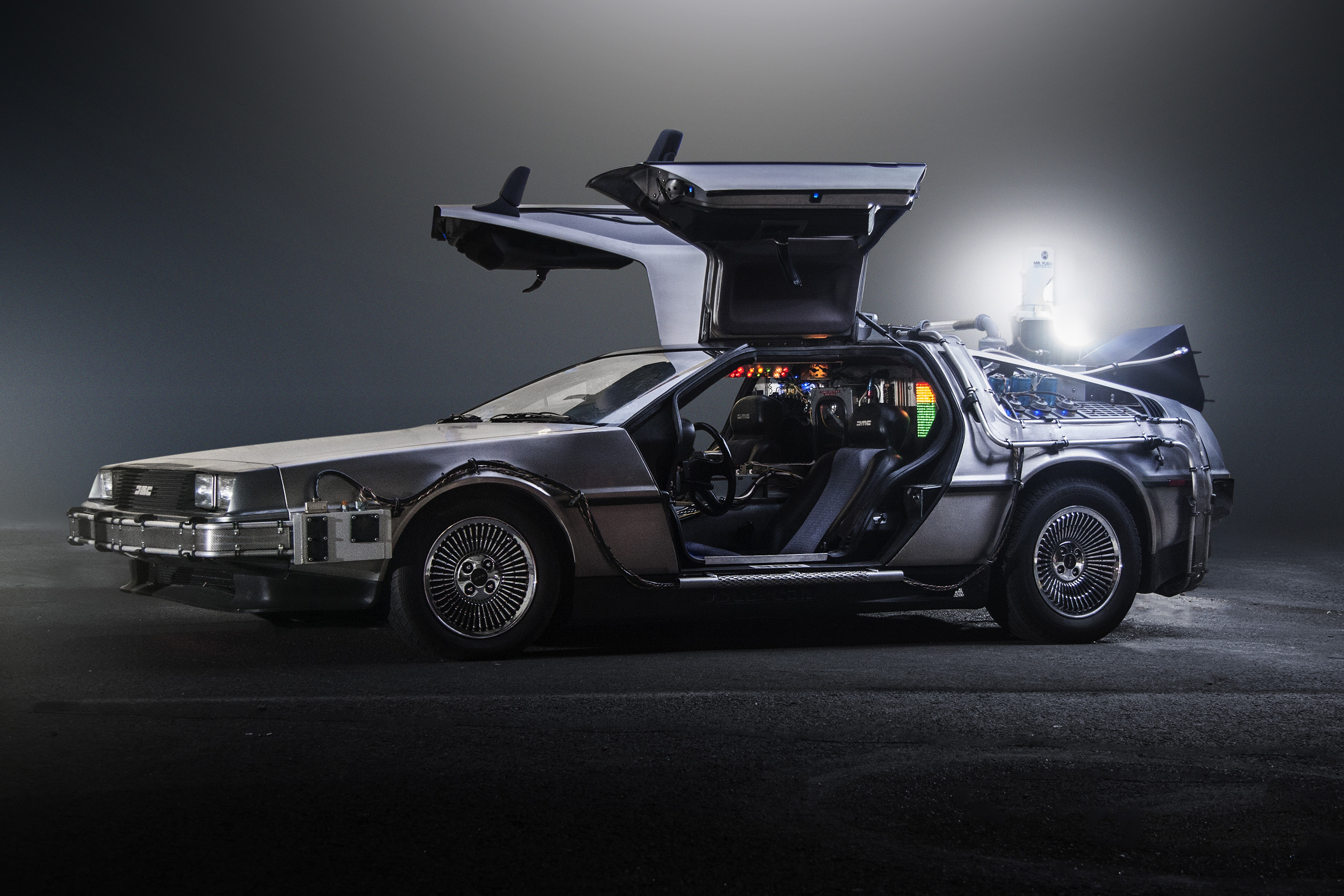
Машина времени из фильма «Назад в будущее» в виде модифицированного автомобиля DeLorean

Машина времени может быть компактным устройством, как в рассказе Станислава Лема «Пропавшая машина времени», а также может совмещать перенос в пространстве и во времени, как в фильме «Кин-дза-дза». В романах о Гарри Поттере фигурирует маховик времени в виде кулона, который способен переносить своего обладателя в прошлое, в зависимости от числа оборотов механизма.
Один из первых «изобретателей» машины времени Герберт Уэллс не вдавался в подробности конструкции устройства. Принцип действия его машины основан на движении вдоль оси времени, как вдоль одного из любых других трёх измерений, и «единственное различие между Временем и любым из трёх пространственных измерений заключается в том, что наше сознание движется по нему». При этом путешествующий переносится в другое время сам вместе с некоторой окрестностью (порядка нескольких метров) вокруг машины времени.
В новелле Гаспара и Римбау машина описывалась как некий огромный железный ящик наподобие цилиндрической барокамеры для воздушной терапии, внутри которого находились комфортные жилые помещения для путешественников, при этом машина могла относительно свободно перемещаться в пространстве.
В рассказе чешского фантаста Йозефа Несвадбы и одноимённой экранизации «Завтра встану и ошпарюсь чаем» 1977 года туристическая компания путешествий во времени запускает корабль с пассажирами и пилотами в орбитальное пространство, где происходит перемещение во времени, а затем корабль совершает посадку на Землю.
В романе Айзека Азимова «Конец Вечности» герои путешествуют в специальных капсулах, отдалённо напоминающих лифт, в колодцах времени, заполненных темпоральным полем.

пульт машины времени из фильма «Гостья из будущего»

В фантастической повести Кира Булычева «Сто лет тому вперёд» путешественник во времени должен встать к специальному пульту для переброски.
В английском телесериале «Доктор Кто» машина времени «TARDIS» представляет собой космический корабль замаскированный под телефонную будку (если точнее, полицейскую будку), причём внутри она намного больше, чем кажется снаружи. То есть эта машина также может оперировать и геометрическими характеристиками пространства.
В трилогии «Назад в будущее» машина времени представлена в виде модифицированного автомобиля DeLorean.
В визуальной новелле и в одноимённом научно-фантастическом аниме сериале «Врата Штейна», машина времени выглядит, как обычная микроволновка «Мобиловолновка», которая умеет отправлять сообщения «D-Mail» в прошлое, а также перемещать память использующего её человека в прошлое, тем самым выполняя своеобразное перемещение во времени.
В фантастической повести «Понедельник начинается в субботу» братьев Стругацких машина времени имеет форму велосипеда.
В сериале «Чернобыль. Зона отчуждения» (2014) главные герои находят в сумке таджика Рахима (являющегося подсобным рабочим учёных, изучающих Зону Отчуждения) прибор для перемещения во времени, представляющий собой гибрид счётчика Гейгера и фонаря. Для перемещения в прошлое необходимо найти очаг высокой радиации, после чего, нажав на кнопку на рукояти прибора, главные герои смогли оказаться на несколько часов в Припяти 25 апреля 1986 года, а также предотвратить катастрофу на ЧАЭС.
Дополнительные функции
Кир Булычёв в повести «Алиса и крестоносцы» описывал дополнительные функции, выполняемые машиной.

«Машина самонастраивалась: она проверяла, ещё без пассажира, туннель времени, который тянулся от неё в бесконечность прошлого. В каждой точке этого пути, в каждом дне его компьютер отыскивал время, в которое могла открываться дверь кабины или намертво закрывалась в те дни и годы, когда именно в этой точке пространства находилась гора или плескалось море».— Кир Булычев. «Алиса и крестоносцы»
Путешествие во времени — энергоёмкое предприятие. В фильме «Назад в будущее» каждое перемещение во времени требует 1,21 гигаватта мощности. В первой части трилогии для выработки такого количества энергии требовался плутоний, во второй и третьих частях машина была оборудована домашним расщепителем материи и в плутонии уже не нуждалась. Сам автомобиль работал на бензине (об этом факте упоминается в третьей части фильма), что немаловажно, ибо инициировать перенос во времени можно было лишь достигнув скорости 88 миль в час. Разовая переброска во времени в романе «Конец Вечности» требовала мощности порядка 1012—1013 ватт.

«…Стрелка энергометра молчаливо настаивала на том, что потребление энергии по-прежнему составляет миллионы мегаватт».— Айзек Азимов. «Конец вечности»
В фильме «Иван Васильевич меняет профессию» (1973) машина времени сливала образ прошлого и настоящего воедино, позволяя войти внутрь локации из другого времени.
В сериале «Квантовый скачок» в прошлое может перенестись только душа путешественника, заняв тело случайного человека, живущего в прошлом. Душа же того человека отправляется в будущее в тело путешественника.
В фильме «Терминатор» утверждается, что в прошлое могут путешествовать только биологические объекты или покрытые живыми тканями, поэтому путешественник появляется в прошлом голым.
Уничтожение машины времени в некоторых фильмах приводит к серьёзным последствиям. Например в фильме «Машина времени» (2002) её взрыв вызывает сильное локальное ускорение времени, в результате чего все, кто находился в его радиусе, умирают от старости.

### Похожие устройства
- В повести Александра Рубана «Простое решение» фигурирует изобретённый на Марсе прибор—хроноворот, способный перенести своего владельца на сутки назад, с целью изменения ошибочно совершённых поступков. Внешне прибор напоминает наручные электронные часы. Как поясняется в повести:

Ни в коем случае не следует путать хроноворот с так называемой «машиной времени», сочинённой земными фантастами, […]хроноворот, в отличие от «машины времени», существует и действует.